# Lipinia vulcania
Lipinia vulcania — вид сцинкоподібних ящірок родини сцинкових (Scincidae). Ендемік Філіппін.

## Поширення і екологія
Lipinia vulcania відомі за двома зразками, один з яких був зібраний у 1857 році на горі Дапітан на півострові Замбоанга на острові Мінданао, на висоті 1700 м над рівнем моря, а другий — у 1956 році на острові Лусон. Вони живуть у вологих гірських тропічних лісах.